# Frederick Suppe
Frederick Roy Suppe (* 22. Februar 1940 in Los Angeles, Kalifornien) ist ein US-amerikanischer Wissenschaftstheoretiker. Im Jahre 2000 wurde er als Professor für Philosophie an der University of Maryland, College Park emeritiert. Direkt nach seiner Emeritierung wechselte er an die Texas Tech University. Seit 2002 leitet er dort das Department of Classical and Modern Languages and Literatures.

## Studium und wissenschaftliche Interessen
Seit seinem Studium der Mathematik an der University of California, Riverside (B.A. 1962) und der Philosophie in Michigan, Ann Arbor, (M.A. 1964, PhD 1967) lehrte und forschte er an verschiedenen renommierten Universitäten.
Weltweite Bedeutung haben seine wissenschaftlichen Arbeiten zur Wissenschaftstheorie (insbesondere wissenschaftlichem Modellieren), Erkenntnistheorie, Logik und Wissenschaftsgeschichte. Er ist ein Vertreter der modelltheoretischen Sicht in der Wissenschaftstheorie. Bekannt wurde er vor allem durch seine Bücher The Structure of Scientific Theories (1977) und The Semantic Conception of Theories and Scientific Realism (1989).
Neben seinem Interesse für Wissenschaftstheorie und Logik arbeitet er auch über Philosophische Theologie, und Philosophy of Gender. Unter anderem lehrte er Kurse zu Gay & Lesbian Philosophy. In jüngster Zeit arbeitet er mit James A. Yorke an einem Computermodell über die Ausbreitung von HIV.

## Wissenschaftliche Stationen
- 1965–67 Indian Institute of Technology Kanpur (im Rahmen des USAID KAIP Projekts), visiting instructor
- 1967–73 University of Illinois at Urbana-Champaign, assistant professor of philosophy
- 1973–2000 University of Maryland, College Park, associate professor of philosophy
- seit 2000 Texas Tech University, Professor of Classical and Modern Languages and Literatures
- seit 2002 Texas Tech University, Chair of the Department und Professor of Classical and Modern Languages and Literatures

### Forschungsaufenthalte und Lehrverpflichtungen
- University of Notre Dame,
- Indiana University Bloomington,
- Princeton University,
- University of Maryland, Baltimore County,
- Columbia University,
- Johns Hopkins University

### Mitgliedschaften in wissenschaftlichen Vereinigungen
- American Philosophical Association
- Association for Symbolic Logic
- American Association for the Advancement of Science
- Philosophy of Science Association
- History of Science Society
- Sigma Xi

## Werke
- The meaning and use of models in mathematics and the exact sciences: a study in the structure of exact scientific theories. Thesis (PhD), University of Michigan, 1967
- The Structure of Scientific Theories, (Hrsg. F. Suppe) University of Illinois Press (1978). ISBN 0-252-00634-8
- The Semantic Conception of Theories and Scientific Realism (1989). ISBN 0-252-01605-X